# Carl Dobkins Jr.

Erfolgstitel
My Heart Is an Open Book
auf Decca 30803

Carl Dobkins, Jr. (* 13. Januar 1941 in Cincinnati, Ohio; † 8. April 2020) war ein US-amerikanischer Popsänger der 1950er und 1960er Jahre.

## Musik-Laufbahn
Dobkins entstammte einer musikbegeisterten Appalachenfamilie und lernte schon früh Musikinstrumente zu spielen. Während seiner Highschoolzeit begann er eigene Songs zu schreiben. Ein Demoband seiner Werke übergab er einem Discjockey namens Gil Sheppard, der sich bereiterklärte, sich um die Musikkarriere von Dobkins zu kümmern. Dieser trat zunächst bei Tanzveranstaltungen auf und fiel dabei den Talentsuchern der Schallplattenfirma Fraternity Records auf, die ihren Sitz in Dobkins Heimatstadt Cincinnati hatte.
Im November 1957 wurde von Fraternity Dobkins erste Single produziert, deren Titel Take Hold Of My Hand / That’s Why I'm Asking er selbst geschrieben hatte. Da die Single wenig Beachtung fand, veranlasste Sheppard eine weitere Produktion bei dem renommierteren Label King Records, ebenfalls aus Cincinnati. In den King-Studios entstanden zwei Masteraufnahmen, wieder mit den von Dobkins selbst geschriebenen Songs If You Don't Want My Lovin’ und Love Is Everything. Inzwischen hatte Sheppard aber Kontakte zu Decca Records in Nashville geknüpft, wo er sich noch bessere Vermarktungsmöglichkeiten erhoffte. Im Mai 1958 erschien schließlich bei Decca die Single mit den vorproduzierten Masters, doch Dobkins zweite Platte kam zunächst über regionale Reaktionen nicht hinaus.
Ende 1958 brachte Decca eine weitere Single heraus. Diese enthielt den von dem Erfolgsduo Hal David und Lee Pockriss geschriebenen Titel My Heart Is an Open Book. Nach einiger Verzögerung nahm das US-Musikmagazin Billbord den Titel im April 1959 in die Hot 100 auf, wo der Song schließlich bis auf Platz drei aufstieg. Daraufhin nahm Decca mit Dobkins eine Langspielplatte unter seinem Namen auf. Singles mit dem Erfolgstitel erschienen auch in mehreren englischsprachigen Ländern sowie in Deutschland (Brunswick 12178). Auch die beiden nachfolgenden Singles in den USA konnten sich mit den Titeln Lucky Devil (25.) und Exclusively Yours (62.) in den Hot 100 platzieren. Mit 17-monatiger Verspätung kam auch der Decca-Debüttitel If You Don’t Want My Lovin’ im Oktober 1959 noch in die Hot 100 (67.).
Nach neun Singles beendete Decca Ende 1961 den Plattenvertrag mit Dobkins. Nach zwei Jahren Pause nahm er 1964 je eine Single bei den Plattenfirmen Atco und Colpix auf. Weitere drei Jahre später erschienen 1969 noch zwei Singles bei Chalet Records. Da alle diese Platten erfolglos blieben, beendete Dobkins 1970 seine Schallplattenkarriere und begann als Angestellter in einer Spedition, später in der Industrie zu arbeiten. Seinen erfolgreichen Jahren 1959 und 1960 verdankt es Carl Dobkins, dass er in seiner Heimatstadt Cincinnati in die Rock and Roll Hall of Fame aufgenommen wurde, außerdem nahm ihn auch die US-weite Rockabilly Hall of Fame auf.

## US-Diskografie

### Langspielplatten
| Carl Dobkins, Jr., Decca 8938,1959 |
| Tracks A: 1 My Heart Is an Open Book / 2 True Love / 3 Three Little Piggies / 4 Raining in My Heart / 5 Class Ring / 6 Love Is Everything B: 1 For Your Love / 2 If You Don’t Want My Lovin’ / 3 Open Up Your Arms / 4 I’m Sorry / 5 My Pledge to You / 6 A Fool Such As I |

### Vinyl-Singles
| A/B-Seite                                                             | Katalog-Nr. | veröffentl.    |
| --------------------------------------------------------------------- | ----------- | -------------- |
|                                                                       | Fraternity  |                |
| Take Hold of My Hand / That’s Why I’m Asking                          | 794         | Februar 1958   |
|                                                                       | Decca       |                |
| If You Don’t Want My Lovin’ / Love Is Everything                      | 30656       | Mai 1958       |
| My Heart Is an Open Book / My Pledge to You                           | 30803       | Dezember 1958  |
| Lucky Devil / (There’s A Little Song A-Singing) In My Heart           | 31020       | November 1959  |
| Exclusively Yours / One Little Girl                                   | 31088       | April 1960     |
| Genie / A Different Kind of Love                                      | 31143       | September 1960 |
| Lovelight / Take Time Out                                             | 31182       | November 1960  |
| Pretty Little Girl in the Yellow Dress / That’s What I Call True Love | 31260       | Mai 1961       |
| Sawdust Dolly / A Chance to Belong                                    | 31301       | September 1961 |
| Promise Me / Ask Me No Questions                                      | 31353       | Januar 1962    |
|                                                                       | Atco        |                |
| If Teardrops Were Diamonds / I’m So Sorry Little Girl                 | 6283        | Januar 1964    |
|                                                                       | Colpix      |                |
| His Loss Is My Gain / A Little Bit Later on Down The Line             | 762         | Februar 1965   |
|                                                                       | Chalet      |                |
| Days of Sand and Shovel / Linda the Motel Maid                        | 1053        | 1969           |
| Pictures / My Heart Is an Open Book                                   | 1056        | 1969           |

## Single-Chartplatzierungen
| Jahr | Titel Album                 | Höchstplatzierung, Gesamtwochen, AuszeichnungChartplatzierungen (Jahr, Titel, Album, Platzierungen, Wochen, Auszeichnungen, Anmerkungen) | Höchstplatzierung, Gesamtwochen, AuszeichnungChartplatzierungen (Jahr, Titel, Album, Platzierungen, Wochen, Auszeichnungen, Anmerkungen) | Anmerkungen |
| Jahr | Titel Album                 | UK | US | Anmerkungen |
| ---- | --------------------------- | --- | --- | ----------- |
| 1959 | My Heart Is an Open Book    | — | US3 (24 Wo.)US |             |
| 1959 | If You Don’t Want My Lovin’ | — | US67 (3 Wo.)US |             |
| 1959 | Lucky Devil                 | UK44 (1 Wo.)UK | US25 (17 Wo.)US |             |
| 1960 | Exclusively Yours           | — | US62 (8 Wo.)US |             |